# Anders Breinholt
Anders Breinholt (født 15. november 1972 i Ølstykke) er tidl. falckredder og dansk autodidakt journalist, radio- og tv-vært. Breinholt har i sin karriere fortrinsvist arbejdet i den danske radiobranche, ved at starte med at arbejde som radiovært/programmedarbejder i radiokanalen The Voice, for senere at blive studievært, dj," vært og journalist i Danmarks Radio. Her han har fungeret som vært på flere programmer, bl.a. Musikquizzen, som han dog ikke havde den store succes med, men efterfølgende var han i en periode på fire år den ene del af værtsparret i det prisvindende P3-program, De Sorte Spejdere, og blev i 2009 studievært i TV 2's program Go' Morgen Danmark. I 2010 begyndte Breinholt på sit eget program, Natholdet, som blev en kæmpe succes, og som har fejret 10 års jubilæum. I 2014 blev talkshowprogrammet Breinholt & Venner sendt på TV2 om fredagen.

## Privat
Privat er Anders Breinholt gift med Line Køhlert Breinholt, der samtidig er hans manager. Han har en datter fra et tidligere forhold, samt to bonusbørn (også døtre).

## Opvækst og tidligt liv
Anders Breinholt er født og opvokset i Ølstykke. Efter at være blevet uddannet som Falck-redder i 1996, flyttede Breinholt til København og arbejdede i seks årig periode fra 1993 til 1998 i første omgang som Falck redderelev (1993-1994) og senere som egentlig redder i Storkøbenhavn (1994-1998). Ønsket om at blive falckmand har han haft siden barndommen og blev igangsat af hans onkel, som tog Breinholt med på arbejdet, som Breinholt fandt hele stemningen ved det alsidige job spændende og "det inderst inde nok var fordi, [han] gerne vil gøre noget godt for andre mennesker". Den første ansøgning om at blive elev blev afvist, hvorpå han valgte at bruge ventetiden på at aftjene sin værnepligt ved Beredskabsstyrelsen Bornholm. I en senere ansøgning modtog 20-årige Breinholt derimod en positiv tilbagemelding på at han var blev ansat som elev i Tårnby på Amager.

## Karriere

### Tidlig radiokarriere
Radiointeressen påbegyndtes med et diskjockey-kursus i ungdomsskolen Hampen i hjembyen, hvilket inkluderede en times sendetid én gang om ugen på den lokale radiostation, hvor han "elskede at spille musik i radioen (RADIO 83 )". Som 15-16 årig blev Anders Breinholt ansat på fuld tid hos Radio Roskilde og resultatet af dette droppede ud af ungdomsskolens tiende klasse for at lave radio uden de store protester fra forældrene så længe han tjente nogle penge. Anders Breinholt har betegnet sin første tid som vært som "ekstremt ringe". Det blev dog radioverdenen, der endte med at trække mest i Breinholt, da jobbet som redder efterhånden optog mindre tid med ambulance-kørsel, og han begyndte sin radiokarriere på Radio 83 i byen Smørumnedre i 1989. Breinholt har udtalt, at hans bedste egenskab er "at tale med alle mulige slags mennesker".
Sideløbende med arbejdet som redder opnåede Breinholt erfaring i fritiden som vært/programmedarbejder for The Voice Radio (1992-1998), hvor han indså at det var sjovere at lave radio end at starte biler. Jobbet blev opsagt og Breinholt begyndte at arbejde freelance som radiovært på DR's P3, hvor han blandt andet medvirkede til at lave radioprogrammerne Musikquizzen, P3 Guld, Katapult og De Sprøde Heste med mere. Sidenhen blev Breinholt ansat hos DR, hvor han foruden de nævnte radioprogrammer også endte med at arbejde som enten studievært, dj, programvært eller journalist i P3-programmerne Katapult, P3 Session, samt Poulsen, Breinholt & Søn. Derudover har Breinholt i en kortere periode været redaktør for DR's ungdomsredaktion DR Ung og det interaktive musikprogram Boogie tv/radio/net. I 1998 forlod Breinholt DR for at arbejde med radio promotion og var frem til 2001 ansat på pladeselskabet Sony Music Entertainment (som fusionerede og blev en del af Sony BMG i 2004) før han vendte tilbage til DR. I en periode fra 2005 til 2006 blev det igen noget med musikken som product/label manager hos EMI Music Danmark.

### Gennembruddet som vært
Breinholt blev i 2005 den ene del af værtsparret — medværten værende journalisten, radioværten og komikeren Anders Lund Madsen — på det satiriske musikalske radioprogram De Sorte Spejdere på Danmarks Radios landsdækkende FM-kanal P3, hvor programmet havde premiere med en sendetid søndag lige op til midnat, ud fra Radiohusets tårn. Ideen med De Sorte Spejdere blev udtænkte af værtsparret, som havde mødt hinanden i forbindelse med et juleprogram på DR to år forinden og brugte et år på at forberede radioprogrammet. Grundet den hurtigt voksende popularitet og lytterskare blev programmet i januar 2007 tildelt en eftermiddagssendetid på alle hverdage mellem kl. 14 og 16 (radioprimetime) og modtog i løbet af P3-programmets levetid en række priser. De Sorte Spejdere formåede i gennemsnit at trække næsten en million radiolyttere i august måned 2007 ifølge Gallups målinger. Breinholt blev gennem talkshowet kendt som en grov, åbenmundet person, der sagde de ting, han havde på hjerte med humor, ironi og en satirisk tilgang. I både 2007 og 2008 blev Breinholt sammen med Anders Lund Madsen kåret som Årets danske radioværter ved uddelingen af Ekstra Bladets Gyldne Mikrofon ved Prix Radio (Danmarks officielle radiopriser) som afslutning på branchefestivalen Radiodays og De Sorte Spejdere blev Årets Danske Radioprogram ved Zulu Awards 2009. Den 12. november 2008 oplyste radioværtsparret imidlertid, at man den 19. december samme år ville stoppe med at lave radio sammen og sende eftermiddagsshowets sidste udgave på trods af at radioprogrammet havde opnået en større popularitet i løbet af det forgangne års tid og havde vokset sig til en af de største radiosucceser på P3 med tæt på en million ugentlige danske lyttere.
Den 5. januar 2009 valgte Breinholt i stedet at prøve kræfter med rollen som ny studievært hos konkurrenten TV 2's moderniserede morgen-tv-program Go' Morgen Danmark fra studiet på Københavns Hovedbanegård i et samarbejde med den tidligere TV 2 News-værtinde Kamilla Walsøe samt Cecilie Frøkjær og den tidligere P3-vært Morten Resen under et nyt koncept, hvor de erstattede de hidtidige værter Line Baun Danielsen og Ole Stephensen, der ikke fik forlænget deres kontrakter. Allerede i sommeren 2007 var det meningen at Anders Breinholt skulle flytte til den kommerciel radiostation TV 2 Radio som ny morgenvært sammen med Lars Hjortshøj og TV 2's Gitte Madsen, men valgte at springe fra til trods for en allerede underskrevet kontrakt. Breinholt høstede meget kritik blandt seerne for sin første tid med den nye version af Go' Morgen Danmark og samarbejdet med medværten.
Anders Breinholt har endvidere medvirket i en lang række af andre programmer og stået som vært og indlægsholder i forbindelse med arrangementer af varierende størrelse, såsom i sæson 1 og 3 af Zulu Djævleræs, konferencier ved bl.a. DRs Store Juleshow i 2008 sammen med studieværten Camilla Ottesen, vært ved Kronprinsparrets Kulturpris i Operaen, den danske talentkonkurrence Starfighters i 2004 og igen i 2008 under Danmarks Smukkeste Festival (Skanderborg Festival), vært ved Danish Music Awards i februar 2009 og var i slutningen af 2007 og en del af 2008 speaker/kommentator til fodboldlandsholdets kampe i Parken.
I år 2010 så man Anders Breinholt, som vært på TV 2-programmet Natholdet, hvor han fik en række kendte mennesker ind i sit studie. I programmet snakker han og gæsten om aktuelle begivenheder i Danmark ud fra en satirisk vinkel. I december kritiserede Pressenævnet Breinholt for at have bragt et arkiv-klip fra Go' Aften Danmark fra 2004, hvor en allergi-ramt person fortæller om sin sygdom, i en "satirisk sammenhæng" uden vedkommendes samtykke.
I 2016 udgav Anders Breinholt sammen med Anders Lund Madsen et podcast med navnet Anders & Anders Podcast.